# Moravská a Slezská pirátská strana
Moravská a Slezská pirátská strana (zkratka MS Piráti) byla česká politická strana založená v roce 2018. Strana působila převážně v regionech Moravy a Slezska. Nejvyšší správní soud ji rozpustil v prosinci 2023.

## Historie strany
Moravská a slezská pirátská strana vznikla jako reakce na tehdejší politiku České pirátské strany, údajně i na pragocentrismus. Dle výpovědi České pirátské strany byl zakladatel Karel Světnička registrovaným příznivcem strany a usiloval o kandidaturu do senátu v Moravskoslezském kraji, obdržel však 0 z 20 hlasů. Tento neúspěch tedy údajně vedl k založení moravské odnože pirátské strany. Další zakladatelé strany byli často z Konfederace politických vězňů České republiky.
V lednu 2022 vláda navrhla pozastavit činnost strany, protože neplnila zákonné povinnosti. K pozastavení došlo 16. března 2022. Strana byla rozpuštěna 12. prosince 2023. Její bývalí členové posléze začali spolupracovat s ostatními politickými uskupeními, například s hnutím Aliance národních sil nebo s hnutím Švýcarská demokracie.

## Volební výsledky

### Volby do Senátu Parlamentu České republiky 2018
Strana byla zaregistrována 16. srpna 2018. Kandidáty postavila již pro senátní volby v roce 2018. Termín pro podání kandidátek byl sice 31. července (17 dní před vznikem stran), ale stranická příslušnost kandidátů byla dodána při řízení, kde se opravovaly chyby. Prvním kandidátem byl Karel Světnička (předseda strany), jenž kandidoval v obvodu Karviná, kde získal pouze 1265 hlasů (4,28 %) a skončil tak na posledním místě. Dalším kandidátem byl Michal Drabík (1. místopředseda strany), který kandidoval v obvodu Rokycany. Zde získal pouhých 524 hlasů (1,17 %), čímž skončil na posledním místě. Dále strana vyvíjela výraznou aktivitu na internetu.

### Volby do Evropského parlamentu v Česku 2019
V roce 2019 se Moravská a slezská pirátská strana chtěla zúčastnit voleb do Evropského parlamentu v roce 2019. Vedení strany však nepodalo Ministerstvu vnitra České republiky státní příslušnost kandidátů a nezaplatilo volební úhradu 15 000 Korun českých, čímž ministerstvo vyřadilo MS Piráty z voleb. Po tomto neúspěchu se strana obrátila na Nejvyšší správní soud, ke kterému podala návrh na zrušení rozhodnutí Ministerstva vnitra a na zrušení kandidatury České pirátské strany. Obě stížnosti podané na Nejvyšší správní soud se zamítly, protože Ministerstvo vnitra jednalo dle předpisů.

### Volby v roce 2020
V roce 2020 se strana účastnila krajských i senátních voleb.
V Olomouckém kraji strana kandidátku podala až 16 sekund po termínu. Podaná kandidátka měla údajně i další nedostatky (chyběl název kraje, nebyli napsaní žádní kandidáti apod.). To bylo důvodem k nepřijetí kandidatury MS Pirátů.
V Moravskoslezském kraji kandidoval do krajského zastupitelstva pouze předseda strany Karel Světnička (nepřítomnost ostatních členů na kandidátce zdůvodnil podvodem českých úředníků). Kandidátka dostala celkem 1773 hlasů (0,56 %), čímž skončila jako 5. od konce. Při senátních volbách znovu kandidoval pouze Světnička v obvodu 75 Karviná. Světnička zde získal 236 hlasů (1,05 %), čímž skončil na předposledním místě.